# Clark
För andra betydelser, se Clark (olika betydelser).
Clark är namnet på en skotsk klan och därmed ett traditionellt skotskt efternamn. Det är vidare ett förnamn för män och ingår i geografiska namn.
Det kommer från latinets clericus, som betyder klerk.

## Personer med efternamnet Clark

### A
- Alan Clark (född 1952), brittisk rockmusiker
- Alan Clark (politiker) (1928–1999), brittisk konservativ politiker och militärhistoriker
- Alonzo M. Clark (1868–1952), amerikansk politiker, republikan, guvernör i Wyoming
- Alvah A. Clark (1840–1912), amerikansk politiker, demokrat, kongressrepresentant för New Jersey
- Alvan Clark (1904–1887), amerikansk optiker
- Alvan Graham Clark (1832–1897), amerikansk optiker och astronom
- Andy Clark (född 1957), brittisk filosof
- Annie Clark  (född 1982), amerikansk singer/songwriter med artistnamnet St. Vincent

### B
- Barbara Clark (född 1058), kanadensisk simmare
- Barney Clark  (född 1993), brittisk skådespelare
- Barzilla W. Clark (1880–1943), amerikansk politiker, demokrat, guvernör i Idaho
- Bennett Champ Clark (1890–1954), amerikansk politiker, demorat,senator för Missouri
- Blake Clark (född 1946), amerikansk komiker, skådespelare och vietnamveteran
- Bob Clark (friidrottare) (1913–1976), amerikansk mångkampare
- Brett Clark (född 1976), kanadensisk ishockeyspelare

### C
- Caitlin Clark (född 2002), amerikansk basketspelare
- Champ Clark (1850–1921), amerikansk politiker, demokrat, kongressrepresentant för Missouri
- Charles Clark (1810–1877), amerikansk militär och politiker, guvernör i Mississippi
- Charles Heber Clark  (1841–1915), amerikansk humorist
- Chase A. Clark  (1883–1966), amerikansk politiker, demokrat, guvernör i Idaho
- Chris Clark (född 1976), amerikansk ishockeyspelare
- Ciaran Clark (född 1989), irländks fotbollsspelare
- Clarence Clark (1859–1937), amerikansk tennisspelare
- Clarence D. Clark (1851–1930), amerikansk politiker, republikan, kongressrepresentant och senaotor för Wyoming

### D
- Dane Clark (1912–1998), amerikansk skådespelare
- Daniel Clark (1809–1891), amerikansk politiker, republikan, senator för New Hampshire
- Daniel "Danny" Clark (född 1951), australisk tävlingscyklist
- Darren Clark (född 1965), australisk löpare
- David Clark (född 1959), amerikansk roddare
- David Worth Clark (1902–1955), amerikansk politiker, demokrat, kongressrepresentant och senator för Idaho
- Dick Clark (1929–2012), amerikansk tv-programledare, producent och restaurangägare
- Dick Clark (senator) (född 1928), amerikansk politiker, demokrat, senator för Iowa

### E
- Edward Clark (1815–1880), amerikansk militär och politiker, demokrat, guvernör i Texas
- Ellery Clark (1874–1949), amerikansk längdhoppare
- Emory Clark (född 1938), amerikansk roddare
- Ephraim Weston Clark (1799–1878), amerikansk missionär och bibelöversättare

### F
- Francis Edward Clark (1851–1927), amerikansk kongregationalistpräst
- Fred Clark (1914–1968), amerikansk skådespelare
- Frederic Horace Clark-Steiniger (1860–1917), amerikansk journalist och musikskriftställare

### G
- Gene Clark (1944–1991), amerikansk sångare, gitarrist och låtskrivare
- Grahame Clark  (1907–1995), brittisk arkeolog
- Guy Clark (1941–2016), amerikansk coutrymusiker

### H
- Helen Clark (född 1950), nuyzeeländsk politiker, premiärminister, labourpartist
- Henry Toole Clark  (1808–1974), amerikansk politiker, demokrat, guvernör för North Carolina
- Howard Clark (född 1954), engelsk golfspelare
- Hubert Lyman Clark  (1870–1947), amerikansk zoolog
- Hulda Clark (1928–2009), amerikansk alternativmedicinsk terapeut

### J
- James Clark (1779–1839), amerikansk politiker, kongressrepresentant och guvernör för Kentucky
- James Clark (roddare) (född 1950), brittisk roddare
- Jerome Clark(född 1946), amerikansk författare inom UFO-området
- Jim Clark, flera personer
  - Jim Clark (1936–1968), brittisk racerförare
  - Jim Clark (paleontolog), amerikansk paleonotolog
- Jimmy Clark, amerikansk trumslagare
- Joe Clark (född 1939), kanadensisk politiker, premiärminister, progressiv-konservativ
- Joetta Clark (född 1962), amerikansk medeldistanslöpare
- John Bates Clark  (1847–1938), amerikansk nationalekonom
- John Maurice Clark (1883–1963), amerikansk nationalekonom
- John Pepper Clark (född 1935), nigeriansk dramatiker och lyriker
- Joseph Clark  (1861–1956), amerikansk tennisspelare
- Joseph S. Clark (1901–1990), amerikansk politiker, demokrat, senator för Pennsylvania
- Josiah Latimer Clark (1822–1898), brittisk elektrotekniker

### K
- Karen Clark (född 1972), kanadensisk konstsimmare
- Katherine Clark (född 1963), amerikansk politiker, demokrat, kongressrepresentant för Massachusetts
- Kenneth Clark (1903–1983), brittisk konsthistoriker, författare och medieperson
- Kenneth Bancroft Clark (1914–2005), amerikansk psykolog och social aktivist
- Kevin Clark  (född 1988), amerikansk musiker och skådespelare
- Kevin Clark (ishockeyspelare) (född 1987), kanadensisk ishockeyspelare verksam i Sverige

### L
- Larry Clark (född 1943), amerikansk regissör, manusförfattare och fotograf
- Laurel Clark (1951–2003), amerikansk astronaut
- Les Clark (1907–1979), amerikansk animatör
- Lygia Clark (1920–1988), brasiliansk bildkonstnär
- Lynda Clark (född 1949), brittisk politiker, labourtpartist

### M
- Mamie Phipps Clark (1917–1983), amerikansk psykolog
- Mark Wayne Clark (1896–1984), amerikansk general
- Mary Ellen Clark (född 1962), amerikansk simhoppare
- Mary Higgins Clark (född 1929), amerikansk författare
- Mat Clark (född 1990), kanadensisk ishockeyspelare
- Myron H. Clark (1806–1892), amerikansk politiker, republikan, guvernör i New York

### O
- Otis Clark (1903–2012), amerikansk åldring

### P
- Paul Clark (född 1957), brittisk politiker, labourpartist
- Petula Clark (född 1932), brittisk sångerska och skådespelare

### R
- Ramsey Clark (född 1927), amerikansk politiker, demokrat, och försvarsadvolkat
- Randy Clark, amerikansk predikant och evangelist
- Ricardo Clark (född 1983), amerikansk fotbollsspelare

### S
- Sally Clark (född 1958), nyzeeländsk ryttare
- Saskia Clark (född 1979), brittisk seglare
- Sharon Clark (född 1943), amerikansk fotomodell och skådespelare
- Sherman Clark (1899–1980), amerikansk roddare
- Spencer Treat Clark (född 1987), amerikansk skådespelare
- Stephen R. L. Clark (född 1945), brittisk filosof
- Steve Clark (1960–1991), brittisk hårdrocksmusiker
- Susan Clark (född 1940), kanadensisk skådespelare

### T
- Terri Clark (född 1968), amerikansk countryartist
- Terry D. Clark (1956–2001), amerikansk mördare, avrättad
- Tim Clark (född 1975), sydafrikansk golfspelare
- Tom C. Clark (1899–1977), amerikansk högstarättsdomare och demokratisk politiker

### W
- Wendel Clark (född 1966), kanadensisk ishockeyspelare
- Wesley Clark (född 1944), amerikansk general
- William Clark, flera personer
  - William Clark (längdåkare) (1910–1975), kanadensisk skidåkare
  - William Clark (präst) (död 1603), engelsk romersk-katolsk präst
  - William Clark (upptäcktsresande) (1770–1838), amerikansk godsägare, militär och upptäcktsresande
  - William A. Clark (1839–1925), amerikansk politiker, demokrat, senator för Montana
  - William P. Clark (1931–2013), amerikansk politiker, republikan, inrikesminister

## Personer med förnamnet Clark (urval)
- Clark Gable, amerikansk skådespelare
- Clark Olofsson, svensk notorisk förbrytare
- Clark Terry, amerikansk trumpetare

### Fiktiv person
- Clark Kent, Stålmannens mänskliga identitet